# Rochelle Gilmore
Rochelle Gilmore, née le 14 décembre 1981 à Sutherland, est une coureuse cycliste australienne, professionnelle entre 2003 et 2012. En 2013, elle devient manager de l'équipe Wiggle Honda. Elle a couru sur route et sur piste. Elle a notamment été deux fois médaillée d'argent du scratch aux championnats du monde de cyclisme sur piste et a remporté la Geelong World Cup en 2005.
En 2013, elle fonde l'équipe Wiggle Honda avec pour objectif d'en faire la formation féminine numéro un dans les trois ans. Elle arrête officiellement sa carrière professionnelle en novembre 2015. En janvier 2015, elle décide de pallier le retrait du partenaire du programme de développement national (National Development Program) australien et fonde l'équipe High5 Dream Team,.
Elle commente également les compétitions cyclistes à la télévision. En 2014, sur la BBC, en 2015 sur Channel 9 and Fox Sports, et sur la chaine YouTube UCIchannel. 
En 2023, elle réalise l'ascension de l'Everest et du Lhotse.

## Palmarès sur piste

### Championnats du monde
- Copenhague 2002
  -  Médaillée d'argent du scratch
- Stuttgart 2003
  -  Médaillée d'argent du scratch

### Jeux du Commonwealth
- Manchester 2002
  -  Médaillée d'argent de la course aux points
- Melbourne 2006
  -  Médaillée d'argent de la course aux points

### Jeux Océaniens
- 1999
  -  Médaillée de bronze de la course aux points
- 2005
  -  Médaillée d'or de la course aux points
  -  Médaillée de bronze du scratch

### Coupe du monde
- 2002
  - 2e du scratch à Moscou
- 2003
  - 1re de la vitesse par équipes à Sydney (avec Rosealee Hubbard, Kerrie Meares)
  - 2e du scratch à Sydney
- 2004
  - 2e du scratch à Manchester
- 2004-2005
  - 1re de la course aux points à Sydney

## Palmarès sur route
- 2001
  - 2eb étape du Tour d'Italie
  - GP Cento - Carnevale d'Europa
  - 3e de la Canberra Women's Classic
  - 9e du Rotterdam Tour
- 2002
  - 5e étape du Tour de Snowy
  - 2e de la Canberra Women's Classic
  - 2e de la New Zealand World Cup
  - 10e du Rotterdam Tour
- 2003
  - 8e étape du Tour d'Italie
  - 1re étape du Geelong Tour
  - 3e de la Primavera Rosa
  - 3e du Tjejtrampet
  - 3e du Tour de Bochum
  - 6e du Gran Premio Castilla y León
  - 6e du Rotterdam Tour
  - 7e du Tour de Nuremberg
  - 9e de la Geelong World Cup
- 2004
  - 4e du Gran Premio Castilla y León
  - 5e de la Geelong World Cup
- 2005
  - Geelong World Cup
  - 2e du Gran Premio della Liberazione
  - 2e du Tour de Nuremberg
- 2006
  - 2e étape du Geelong Tour
  - 5e de la Geelong World Cup
- 2007
  -  Championne d'Océanie sur route
  - 1re étape de la Route de France féminine
  - 2e du Drentse 8 van Dwingeloo
  - 2e du Grand Prix international de Dottignies
  - 6e de l'Univé Tour de Drenthe
  - 10e du Tour de Berne
- 2008
  - 1re, 3e et 5e étapes du Tour de Prince Edward Island
  - 2e du Gran Premio della Liberazione
  - 2e du Tour de Bochum
  - 3e du Drentse 8 van Dwingeloo
  - 4e de la Geelong World Cup
  - 5e de l'Univé Tour de Drenthe
- 2009
  - 1re et 2e étapes du Tour de Nouvelle-Zélande
  - Tour de Bochum
  - Omloop Door Middag-Humsterland
  - 2e de la Wellington Women’s Race
  - 2e du Ronde van Gelderland
  - 2e du Grand Prix de la ville de Roulers
  - 2e du GP Cento Carnevale d'Europa
  - 2e du Tour de Nuremberg
  -  Médaillée de bronze du championnat d'Océanie sur route I
  -  Médaillée de bronze du championnat d'Océanie sur route II[6]
- 2010
  -  Médaillée d'or de la course en ligne aux Jeux du Commonwealth
  - 2e du Ronde van Gelderland
  - 2e du Circuit de Borsele
  - 2e du GP Cento Carnevale d'Europa
  - 3e du Tour of Chongming Island
  - 3e du Tour of Chongming Island World Cup
- 2011
  - Jayco Bay Cycling Classic :
    - Classement général
    - 1re et 3e étapes

  - 1re étape du Tour du Qatar
  - 3e du Ronde van Gelderland
  - 5e du Tour de Drenthe
  - 8e du Tour of Chongming Island World Cup
- 2012
  - 2e du Grand Prix cycliste de Gatineau
  - 2e de la Liberty Classic
  - 5e du Tour of Chongming Island World Cup

### Classements mondiaux
| Année                                 | 2002 | 2003 | 2004 | 2005 | 2006 | 2007 | 2008 | 2009 | 2010 | 2011 | 2012 | 2013 | 2014 |
| ------------------------------------- | ---- | ---- | ---- | ---- | ---- | ---- | ---- | ---- | ---- | ---- | ---- | ---- | ---- |
| Classement UCI                        | nc   | nc   | nc   | nc   | nc   | nc   | nc   | 8e   | 18e  | 29e  | 38e  | 239e | 383e |
| Coupe du monde                        | 5e   | 8e   | nc   | nc   | nc   | 8e   | nc   | nc   | nc   | nc   | nc   | nc   | nc   |
|                                       |      |      |      |      |      |      |      |      |      |      |      |      |      |
| Légende : nc = non classéSource : UCI |      |      |      |      |      |      |      |      |      |      |      |      |      |

## Distinctions
- Cycliste sur route australienne de l'année en 2010[7]